# Gjertrud Schnackenberg
Gjertrud Schnackenberg [ˈjɛərtruːd ˈʃnækənbɜrɡ] (* 27. August 1953 in Tacoma, Washington) ist eine amerikanische Schriftstellerin, deren Veröffentlichungen unter anderem mit dem Griffin Poetry Prize, dem Los Angeles Times Book Prize für Poesie, und dem Berlin Prize der American Academy in Berlin ausgezeichnet wurden.

## Leben und Werk
Gjertrud Schnackenberg kam 1953 in Tacoma, im Staat Washington als Kind norwegischstämmiger Eltern zur Welt. Als sie gerade einmal 20 Jahre alt war, verstarb ihr Vater, Walter Schnackenberg, bis dahin Dreh- und Angelpunkt ihres Lebens und selbst Professor der russischen Geschichte und Mediävistik – ein Ereignis, das sie zeitlebens beschäftigen sollte und bereits früh motivisch auch und gerade in ihre Poesie einging, sowie mittels dieser wiederholt aufzuarbeiten versucht wurde (so beispielsweise in Nightfishing, 1982). Ihr erster Gedichtband, Portraits and Elegies, veröffentlicht 1982, ist in Gänze ihrem Vater gewidmet und thematisiert sowohl ihre Erinnerungen an ihn als auch ihr komplexes Verhältnis zueinander.
1975 graduierte Schnackenberg, summa cum laude, im Mount Holyoke College und erhielt ein Stipendium vom Radcliffe College. Ein weiteres Stipendium der American Academy of Arts and Letters in Rom erlaubte es ihr, die frühen 1980er in Italien zu verbringen (der große italienische Dichter Dante wurde 1992 ein Thema ihres Bandes A Gilded Lapse of Time) bevor sie Vorlesungen an der Washington University und am Massachusetts Institute of Technology hielt. Später folgten Aufenthalte am Smith College sowie am St. Catherine’s College, Oxford. Ihr Interesse an Geschichte, historischen Figuren, Familienzyklen und der Mythologie, das sich in praktisch all ihren Gedichten widerspiegelt und welches sie selbst auf den Einfluss ihres Vaters zurückführt, kristallisierte sich indes am stärksten in ihrem The Throne of Labdacus aus dem Jahr 2000 heraus: In puncto Länge beinahe ein Versroman, erzählt sie hier Sophokles’ Drama des Ödipus aus der Perspektive des Apollon nach.
Von 1987 bis zu dessen Krebstod im Jahr 2002 war Gjertrud Schnackenberg mit dem Philosophen und Harvard-Professor Robert Nozick verheiratet. Sowohl sein Tod als auch ihr gemeinsamer Weg durch seine Krankheit, ihr Mitleiden und die schwierigen Erfahrungen, die sie während dieser Zeit machte, trafen Schnackenberg hart und fanden in Verbindung mit dem erkennbaren Wunsch nach Aufarbeitung wiederum Eingang in ihre Poesie, kulminierend schließlich in Heavenly Questions, ihrem bis dato letzten Werk aus dem Jahr 2010.
Gjertrud Schnackenbergs Gedichtbände ähneln sich im Aufbau dadurch, dass sie relativ kurzen Umfangs sind und zumeist eine Handvoll thematisch miteinander verwobener, langer bis sehr langer Gedichte enthalten. Ihre Sprache ist von hoher Dichte, großer Bildgewalt, mitunter intensiver Emotionalität und einem beizeiten geradezu wallenden Rhythmus. Wird ihr Stil zumeist auch als Blankvers, oder free verse beschrieben, so können solcherlei Kategorien doch nur einen unzureichenden Eindruck ihrer für gewöhnlich musisch angelegten (beinahe liedhaften) Kompositionen vermitteln. Ihr gesamtes Werk zeugt von und lädt ein zu einer kontemplativen Traurigkeit, auch finden sich buddhistische Untertöne.
Übersetzungen ins Deutsche gibt es bislang nicht.

„Schnackenberg is best known for her stunning command of prosody. She is the most accomplished master of blank verse on the planet… Her dream songs remain both impossibly intimate and formally perfect: a double monument to love and to grief. Here is the most powerful love poetry of our time.“

—Eliza Griswold, The American Prospect

„Heavenly Questions... is a fascinating invocation of the wonders of eternity, and a human relationship to eternal questions. Schnackenberg pursues these wonders on all fronts—in mathematical iterations as well as references to science and philosophy, and it is this integrated approach, along with the sheer density of her imagery, that characterizes her compelling new poetry collection.“

—Aisha K. Down, The Harvard Crimson

„Heavenly Questions tells a story of epic scale... This magic comes to us in a great upheaval of brilliant prosodic rule-breaking and reinvention. Reading this book is like reading the ocean, its swells and furrows, its secrets fleetingly revealed and then blown away in gusts of foam and spray or folded back into nothing but water. Heavenly Questions demands that we come face to face with matters of mortal importance, and it does so in a wildly original music that is passionate, transporting, and heart-rending.“

—aus der Laudatio zum Griffin Poetry Prize 2011

## Auszeichnungen
- 1974/75: Glascock Prize des Mount Holyoke College[4]
- 1996: Wahl zum Mitglied der American Academy of Arts and Sciences
- 1998: Rome Prize der Literatur (American Academy of Arts and Letters Awards)
- 2001: Los Angeles Times Book Prize für Poesie
- 2004: Berlin Prize der American Academy in Berlin
- 2011: Griffin Poetry Prize für Heavenly Questions[5]

## Veröffentlichungen
- 1982: Portraits and Elegies, D.R. Godine, ISBN 978-0-87923-368-6
- 1985: The Lamplit Answer, Farrar, Straus & Giroux, ISBN 978-0-374-51978-0
- 1992: A Gilded Lapse of Time, Farrar, Straus & Giroux, ISBN 978-0-374-52399-2
- 2000: The Throne of Labdacus, Farrar, Straus & Giroux, ISBN 978-0-374-52796-9
- 2000: Supernatural Love: Poems 1976-1992, Farrar, Straus & Giroux, ISBN 978-0-374-52754-9
- 2001: Supernatural Love: Poems 1976-2000, Bloodaxe Books UK, ISBN 978-1-85224-561-0
- 2010: Heavenly Questions: Poems, Farrar, Straus & Giroux, ISBN 978-0-374-28307-0
- 2011: Heavenly Questions, Bloodaxe Books UK, ISBN 978-1-85224-922-9
- 2024: St. Matthew Passion, Arrowsmith, ISBN 979-8-9904050-1-1